# جوسيف مولر (سياسي)
جوسيف مولر (بالألمانية: Josef Müller)‏ هو مقاوم ومحامي وسياسي ألماني، ولد في 27 مارس 1898 في شتآينفيزن في ألمانيا، وتوفي في 12 سبتمبر 1979 في ميونخ في ألمانيا. حزبياً، نشط في حزب الشعب البافاري والاتحاد الاجتماعي المسيحي. وقد انتخب عضو مجلس الشورى الموحد لبافاريا.

## روابط خارجية
- جوسيف مولر على موقع مونزينجر (الألمانية)